# Chiềng Ken
Chiềng Ken là một xã thuộc huyện Văn Bàn, tỉnh Lào Cai, Việt Nam.
Xã Chiềng Ken có diện tích 54,77 km², dân số năm 1999 là 4375 người, mật độ dân số đạt 80 người/km².